# Higashi chūka
Hiyashi chūka (冷やし中華 (Lãnh Trung Hoa)) là một món mỳ của Nhật Bản được phát minh dựa trên mỳ Trung Hoa, với thành phần chính là mỳ ramen đã được ướp lạnh cùng với các phụ gia khác và được phục vụ vào mùa hè. Nó cũng được gọi là reimen (冷麺 (lãnh miến) nghĩa là "mỳ được ướp lạnh") tại vùng Kansai, và được gọi là hiyashi rāmen (冷やしラーメン nghĩa là " mỳ ramen ướp lạnh") ở khu vực Hokkaido. Những phụ gia khác bao gồm những nguyên liệu đầy màu sắc đã được ướp lạnh và sốt tare.
Lớp trên cùng của món mỳ chủ yếu là một số loại thịt (giăm bông, gà luộc hoặc thịt lợn nướng ( Xá xíu)),một  dải tamagoyaki (trứng cuộn kiểu Nhật), các loại thực phẩm mùa hè như dưa chuột và cà chua, menma (măng muối) và beni shōga (gừng ngâm) làm gia vị .Các nguyên liệu phụ gia được cắt mỏng, trộn đều với mì và nước sốt. Nước sốt tare thường được làm bằng nước tương và giấm gạo, hoặc hạt mè và sốt mayonnaise (ゴマだれ (gomadare) ).

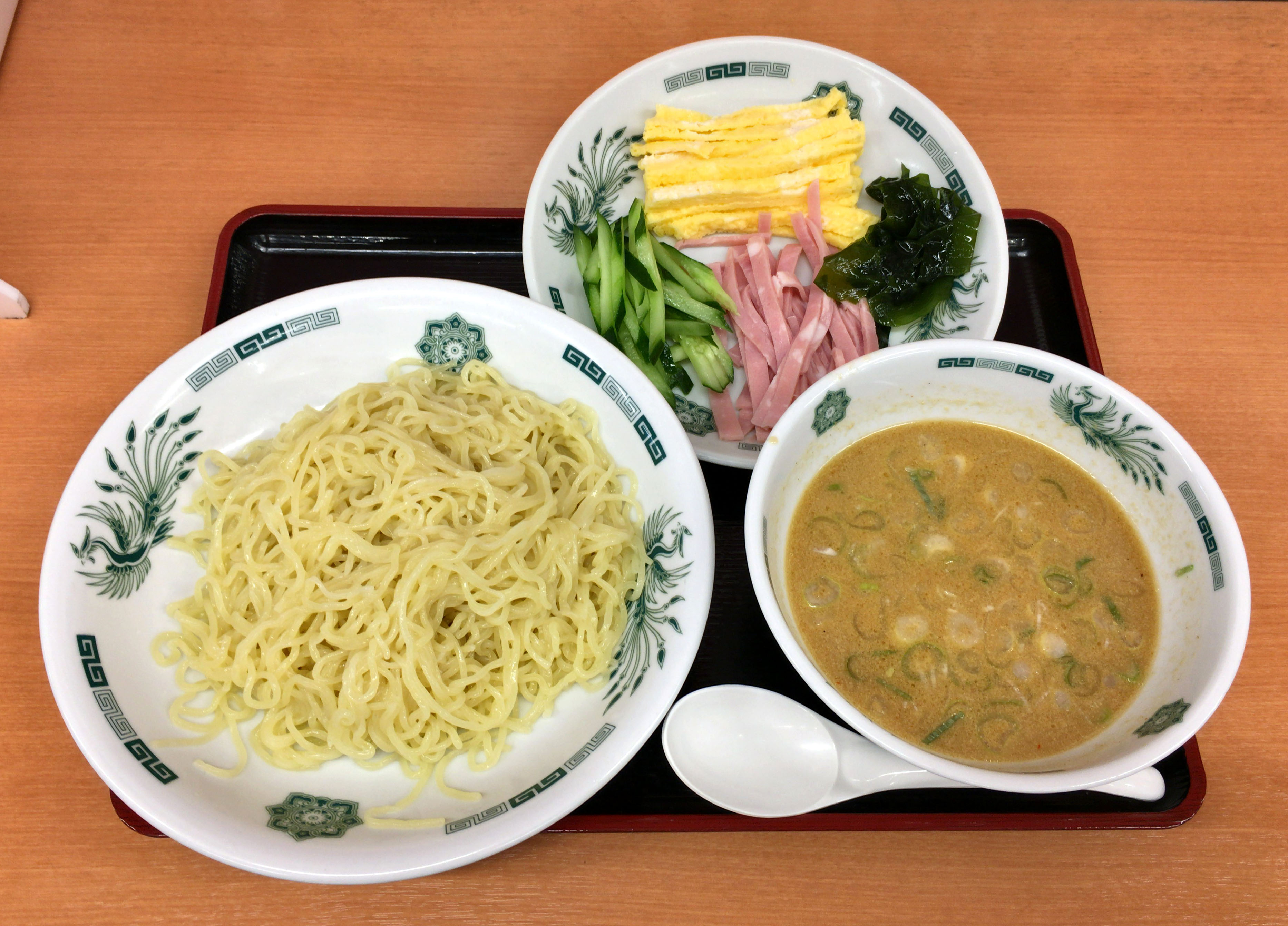
Hiyashi chūka Tsukemen